# Nephodia oblitaria
Nephodia oblitaria är en fjärilsart som beskrevs av W. Warren 1904. Nephodia oblitaria ingår i släktet Nephodia och familjen mätare. Inga underarter finns listade i Catalogue of Life.